# Alidius Warmoldus Lambertus Tjarda van Starkenborgh Stachouwer
Alidius Warmoldus Lambertus Tjarda van Starkenborgh Stachouwer (7 de marzo de 1888 – 16 de agosto de 1978) fue un noble holandés y hombre de estado. Fue el gobernador de las Indias Orientales Neerlandesas (actual Indonesia) hasta la rendición ante el Imperio Japonés el 9 de marzo de 1942.

## Vida privada
En noviembre de 1915 se casó con Christine Marburg, la hija del embajador estadounidense en Bélgica, Theodore Marburg

## Segunda Guerra Mundial
Cuando los Países Bajos se rindieron ante Alemania el 14 de mayo de 1940, Jhr. van Starkenborgh declaró la ley marcial en las Indias Orientales Neerlandesas, ordenando que se confiscaran 19 buques de carga alemanes y que se internara a todos los ciudadanos alemanes en espera de la liberación de los Países Bajos.
En diciembre de 1941, cuando Japón comenzó a operar en el Pacífico, había 93,000 soldados holandeses y 5,000 soldados estadounidenses, británicos y australianos para defenderse de una invasión de las Indias Orientales Neerlandesas.
Para el 15 de febrero, los bombarderos japoneses estaban atacando la capital de Batavia (ahora Yakarta) y las operaciones del gobierno fueron retiradas a Bandoeng. El domingo 8 de marzo, el teniente general Hitoshi Imamura se reunió con van Starkenborgh y estableció una fecha límite para una rendición incondicional. Jhr. van Starkenborgh ordenó a las tropas holandesas y aliadas que dejaran de disparar en una transmisión al día siguiente, y las fuerzas aliadas se rindieron a la 1:00 p. m.
Tjarda van Starkenborgh, su familia y otros miembros del personal militar y del gobierno holandés fueron hechos prisioneros. Mientras que los japoneses le ofrecieron dejarlo quedarse en su casa bajo arresto domiciliario y recibir un trato especial, él se negó. Fue separado de su esposa, Christine y sus hijas, que fueron internadas en un campo de prisioneros de guerra diferente.
Más tarde, fue trasladado al campo de Manchuria en Hsien (ahora Liaoyuan), donde fue retenido junto con otros prisioneros prominentes, incluido el general Jonathan M. Wainwright, hasta que el campo fue liberado el 16 de agosto de 1945 a manos de tropas aliadas.